# Colletes ottomanus
Colletes ottomanus is een vliesvleugelig insect uit de familie Colletidae. De wetenschappelijke naam van de soort is voor het eerst geldig gepubliceerd in 1958 door Noskiewicz.